# You Stupid Man
You Stupid Man (alternativ: Love Birds, Love Birds – Liebe auf den zweiten Blick) ist eine Filmkomödie amerikanisch-deutscher Produktion von Brian Burns aus dem Jahr 2002.

## Handlung
Owen (David Krumholtz) und Chloe (Denise Richards) sind ein Traumpaar aus New York, bis Chloe eine Rolle in einer Daily-Soap angeboten bekommt, die aber in Los Angeles gedreht wird. Als Owen Chloe überraschend besucht, ertappt er sie in flagranti beim Sex mit ihrem Darstellerkollegen.
Um den verletzten Owen zu verkuppeln, machen ihn seine gemeinsamen Freunde Jack und Diane mit Nadine (Milla Jovovich) bekannt. Das erste Date verläuft desaströs und auch das zweite Treffen endet für beide recht enttäuschend. Im Laufe der Zeit freunden die beiden sich aber an und es entsteht eine enge Freundschaft, in der beide sich gegenseitig über ihre enttäuschten Beziehungen hinweg helfen.
Bei Owens Geburtstagsfeier funkt es zwischen Owen und Nadine. Am Morgen danach bekommt Owen einen überraschenden Telefonanruf von Chloe, worauf hin sich beide treffen und einen Neuanfang wagen.
Nach einigen Tagen begreift Owen, dass er in Nadine seine wahre Liebe gefunden hat, welche ihn aber abblitzen lässt. Erst als Owen ihr auf seinem Diktiergerät, auf dem er alle wichtigen Nachrichten seines Anrufbeantworters speichert, alle ihre hinterlassenen Nachrichten vorspielt, kann Nadine ihm verzeihen. Im Nachspann begleiten Owen und Nadine ihre Freunde Jack und Diane als Trauzeugen, als diese zum zweiten Mal ihr Eheversprechen erneuern und beschließen vor dem Altar, ebenfalls zu heiraten.

## Kritiken
- Christopher Null kritisierte den Film auf Filmcritic.com sehr stark. Er schrieb, dass die ähnliche Komödie Die Hochzeits-Crasher besser sei. Milla Jovovich wirke ausdruckslos; sie und David Krumholtz würden nicht zusammenpassen.[1]
- film-dienst: Romantische Komödie mit den genreüblichen Verwicklungen, aber einigen hübschen Pointen, hervorragenden Hauptdarstellerinnen sowie Gespür für Timing und komische Situationen.[2]